# (16131) Kaganovich
(16131) Kaganovich est un astéroïde de la ceinture principale.

## Description
(16131) Kaganovich est un astéroïde de la ceinture principale. Il fut découvert le 7 décembre 1999 à Socorro (Nouveau-Mexique) par le projet LINEAR. Il présente une orbite caractérisée par un demi-grand axe de 2,88 UA, une excentricité de 0,02 et une inclinaison de 2,0° par rapport à l'écliptique.

## Compléments